# Notoperla
Notoperla is een geslacht van steenvliegen uit de familie Gripopterygidae. De wetenschappelijke naam van het geslacht is voor het eerst geldig gepubliceerd in 1909 door Günther Enderlein.

## Soorten
Notoperla omvat de volgende soorten:
- Notoperla archiplatae (Illies, 1958)
- Notoperla fasciata McLellan, 2006
- Notoperla fuegiana (Enderlein, 1905)
- Notoperla macdowalli McLellan & Mercado, 2005
- Notoperla magnaspina McLellan, 2006
- Notoperla magnispina McLellan, Miserendino & Hollmann, 2006
- Notoperla tunelina (Navás, 1917)